# Capparis henryi
Capparis henryi är en kaprisväxtart som beskrevs av Jinzô Matsumura. Capparis henryi ingår i släktet Capparis och familjen kaprisväxter. Inga underarter finns listade i Catalogue of Life.